# Сходинки до інформатики
«Сходинки до інформатики» — навчальний предмет (курс), введений в Україні відповідно до Державного стандарту початкової загальної освіти у 2013–2014 навчальному році для другокласників.

## Завдання курсу
Основним завданням курсу є опанування молодшими школярами практичних навичок сучасними інформаційно-комунікаційними технологіями, з метою розв'язування життєвих та навчальних завдань. Курс «Сходинки до інформатики» є пропедевтичним.

## Напрямки навчальної та розвиваючої діяльності учнів
При вивченні курсу передбачено п'ять напрямків навчальної та розвиваючої діяльності учнів.
1. Пізнавальний. Учні засвоюють відомості про призначення комп'ютера, про можливості його використання, про його складові частини, основні принципи його роботи.
2. Прикладний. Учні здобувають навички роботи з клавіатурою, пошуку та запуску потрібних програм, підготовки та редагування текстів у текстовому редакторі, створення малюнків у графічному редакторі та інше.
3. Алгоритмічний. Учні знайомляться з поняттям алгоритму, розрізняють їх основні види, вчаться складати і записувати прості алгоритми для виконавців.
4. Розвиваючий. Учні розвивають свої творчі здібності та логічне мислення, шляхом виконання різноманітних творчих завдань.
5. Підтримка, корекція і пропедевтика знань, умінь і навичок з інших предметів.

## Умови навчання
Кожний урок при вивченні «Сходинок до інформатики» проводиться із використанням комп'ютерів, тому клас ділиться на підгрупи так, щоб кожен учень був забезпечений індивідуальним робочим місцем за комп'ютером, але не менше 8 учнів у підгрупі.
При використанні комп'ютерної техніки на уроках безперервна тривалість занять повинна відповідати вимогам ДСанПіН 5.5.6.008-98 «Улаштування і обладнання кабінетів комп'ютерної техніки в навчальних закладах та режим праці учнів на персональних комп'ютерах».
Час роботи молодших школярів за комп’ютером на уроці не повинен сумарно перевищувати 15 хвилин. Весь інший час уроку вчитель знайомить учнів з теоретичним навчальним матеріалом. Теоретична частина уроку може проводитись у формі бесіди, гри, обговорення ситуацій або повторення і закріплення вивченого матеріалу.
Після роботи за комп’ютером необхідно проводити гімнастику для очей, яка виконується учнями на робочому місці.
Курс «Сходинки до інформатики» розрахований на 35 годин у другому класі з розрахунку 1 година на тиждень.

## Підручники
- «Сходинки до інформатики» (автори Г. В. Ломаковська, Г. О. Проценко, Ф. М. Рівкінд , Й. Я. Ривкінд).
- «Сходинки до інформатики, 2 клас» (авт. О.В. Коршунова)
- «Сходинки до інформатики» для 2 класу (авт. М. М. Корнієнко, С. М. Крамаровська, І. Т. Зарецька)